# أوغست برافيه
أوغست برافيه (بالفرنسية: Auguste Bravais)‏ (23 أغسطس 1811 - 30 مارس 1863) فيزيائي فرنسي معروف بعمله في علم البلورات ومفهوم شبكات برافيه وصياغة قانون برافايس.
درس برافيه أيضا المغناطيسية والأضواء الشمالية والأرصاد الجوية والجغرافيا النباتية وترتيب الأوراق وعلم الفلك والهيدروغرافيا.
درس برافيه في إعدادية ستانيسلاس في باريس قبل أن يلتحق بالمدرسة المتعددة التكنولوجية في عام 1829.

## أماكن سميت باسمه
تم إطلاق اسم برافيه على جبل برافايسبرجيت، الواقع في سفالبارد. 

## روابط خارجية
- أوغست برافيه على موقع الموسوعة البريطانية (الإنجليزية)